# 무함마드 이븐 압둘 알와하브

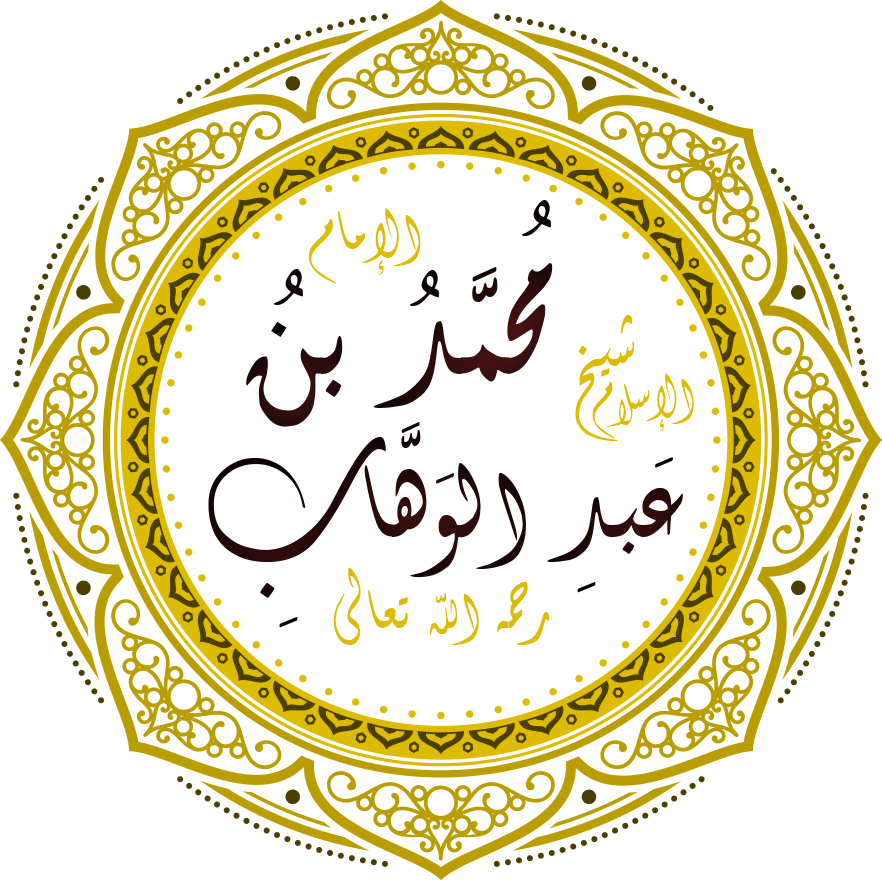

무함마드 이븐 압둘 와하브(Muḥammad ibn ‘Abd al-Waahhāb, 1703년 ~ 1792년 6월 22일)은 이슬람 학자이다. 와하브파의 기초를 닦았다.

## 생애
사우디아라비아 수도인 리야드에서 북서쪽으로 약 30km쯤 떨어진 우아이나에서 태어났다. 메디나, 바스라 등에서 학문을 닦았다. 아흐마드 이븐 한발, 이븐 타이미야의 영향을 많이 받았다. 고향으로 돌아온 뒤 꾸란과 예언자 무함마드의 전통으로 돌아가자는 운동을 전개했다. 제자들과 함께 지역 주민들의 토속신앙의 중심지가 된 고분이나 묘당을 이단으로 규정해 차례차례 파괴했다. 이슬람법을 엄격히 적용해 간통을 저지른 남녀를 돌로 쳐 죽였다. 주민과 갈등을 빚은 끝에 우아이나에서 남서쪽으로 약 25km 떨어진 다리아 지역으로 거처를 옮겼다. 이곳의 통치자가 현 사우디아라비아 왕조의 직계 조상인 무함마드 빈 사우드이다. 빈 사우드는 형제들을 이끌고 압둘 와하브를 찾아와 가르침을 청했다. 압둘 와하브와 빈 사우드는 1740년 꾸란의 가르침과 예언자의 언행과 전통에만 근거한 통치이념과 이슬람 사상에 입각해 국가를 통치한다는 협정(Bayat)을 맺었다.

## 같이 보기
- 디리야 토후국